# Bahnstrecke Berga-Kelbra–Artern
| Personenzug zwischen Berga und Kelbra |                      |                                            |                                            |
| Kursbuchstrecke: | 159k (1934)          |                                            |                                            |
| Streckenlänge: | 28,69 km             |                                            |                                            |
| Spurweite: | 1435 mm (Normalspur) |                                            |                                            |
| |                      |                                            |                                            |
| \| \| \| von Halle (Saale) Hbf \| \| \| \| 0,00 \| Berga-Kelbra \| Berga-Kelbra \| \| \| \| nach Hann. Münden und nach Stolberg (Harz) \| \| \| \| \| Helme \| \| \| \| 3,13 \| Altendorf \| Altendorf \| \| \| 3,93 \| Kelbra \| Kelbra \| \| \| 8,12 \| Sittendorf \| Sittendorf \| \| \| 11,31 \| Tilleda \| Tilleda \| \| \| 15,34 \| Hackpfüffel \| Hackpfüffel \| \| \| 18,97 \| Ichstedt \| Ichstedt \| \| \| 20,29 \| Borxleben \| Borxleben \| \| \| 22,55 \| Kachstedt \| Kachstedt \| \| \| 25,79 \| Artern West \| Artern West \| \| \| \| Unstrut \| \| \| \| \| von Erfurt \| \| \| \| 28,69 \| Artern \| Artern \| \| \| \| nach Sangerhausen \| \| |                      |                                            |                                            |
| Strecke |                      | von Halle (Saale) Hbf                      | von Halle (Saale) Hbf                      |
| Bahnhof | 0,00                 | Berga-Kelbra                               | Berga-Kelbra                               |
| Abzweig ehemals geradeaus und nach rechts |                      | nach Hann. Münden und nach Stolberg (Harz) | nach Hann. Münden und nach Stolberg (Harz) |
| Brücke über Wasserlauf (Strecke außer Betrieb) |                      | Helme                                      | Helme                                      |
| Haltepunkt / Haltestelle (Strecke außer Betrieb) | 3,13                 | Altendorf                                  | Altendorf                                  |
| Bahnhof (Strecke außer Betrieb) | 3,93                 | Kelbra                                     | Kelbra                                     |
| Haltepunkt / Haltestelle (Strecke außer Betrieb) | 8,12                 | Sittendorf                                 | Sittendorf                                 |
| Bahnhof (Strecke außer Betrieb) | 11,31                | Tilleda                                    | Tilleda                                    |
| Haltepunkt / Haltestelle (Strecke außer Betrieb) | 15,34                | Hackpfüffel                                | Hackpfüffel                                |
| Bahnhof (Strecke außer Betrieb) | 18,97                | Ichstedt                                   | Ichstedt                                   |
| Bahnhof (Strecke außer Betrieb) | 20,29                | Borxleben                                  | Borxleben                                  |
| Haltepunkt / Haltestelle (Strecke außer Betrieb) | 22,55                | Kachstedt                                  | Kachstedt                                  |
| Haltepunkt / Haltestelle (Strecke außer Betrieb) | 25,79                | Artern West                                | Artern West                                |
| Brücke über Wasserlauf (Strecke außer Betrieb) |                      | Unstrut                                    | Unstrut                                    |
| Abzweig ehemals geradeaus und von rechts |                      | von Erfurt                                 | von Erfurt                                 |
| Bahnhof | 28,69                | Artern                                     | Artern                                     |
| Strecke |                      | nach Sangerhausen                          | nach Sangerhausen                          |

Die Bahnstrecke Berga-Kelbra–Artern war eine Nebenbahn in Thüringen und Sachsen-Anhalt, die ursprünglich durch die Kyffhäuser Kleinbahn AG erbaut und betrieben wurde. Sie verlief von Berga-Kelbra nach Artern.

## Geschichte
Die Kyffhäuser Kleinbahn AG (ab 20. August 1944 Kyffhäuser Eisenbahn AG) wurde 1913 vom Preußischen Staat, der Provinz Sachsen, dem Fürstentum Schwarzburg-Rudolstadt sowie Kommunen und Privatleuten gegründet. Sie erbaute eine normalspurige Kleinbahn am Nordrand des Kyffhäuser-Gebirges in der Goldenen Aue. Die 29 Kilometer lange Strecke begann am Bahnhof Berga-Kelbra an der Bahnstrecke Halle–Hann. Münden und führte über Kelbra, wo der Betriebsmittelpunkt war, und Tilleda meist auf preußischem Gebiet in östlicher Richtung nach Artern/Unstrut an der Bahnstrecke Sangerhausen–Erfurt. Nur vier Kilometer der Strecke lagen im Fürstentum Schwarzburg-Rudolstadt.
Kriegsbedingt verzögerte sich der Bau der Bahn, die nur abschnittsweise eröffnet werden konnte. Am 13. November 1915 wurde der Güterverkehr auf dem Abschnitt von Berga-Kelbra bis Hackpfüffel eröffnet, dazu war diese Teilstrecke zunächst als Privatanschlussbahn genehmigt worden. Am 30. Mai 1916 folgte der Personenverkehr; ab 21. Dezember 1916 war die Gesamtstrecke voll in Betrieb. 1918 verkehrten täglich zwei Zugpaare über die ganze Strecke, dazu ein Zugpaar Berga–Tilleda.
Zur Verbesserung und Beschleunigung des Personenverkehrs wurden seit 1924 ein Triebwagen eingesetzt; auch eine bahneigene Omnibuslinie zwischen Berga-Kelbra und Tilleda wurde ab 15. Mai 1930 betrieben. Da die Konkurrenz von privaten und Kraftpost-Buslinien zu groß war, wurde der Personenverkehr mit Triebwagen eingestellt und der Triebwagen an die Altmärkische Kleinbahn verkauft. 1935 wurde der Verkehr mit einem Triebwagen der Dessauer Waggonfabrik wieder aufgenommen. 1938/39 benutzten so 215.934 Personen die Züge der Kleinbahn. Im Güterverkehr wurden 109.698 t befördert. Wichtige Anschließer waren die Zuckerfabrik Artern und Kohlen- und Kiesgruben. 
Den Betrieb führte die Kleinbahnabteilung des Provinzialverbandes Sachsen in Merseburg, seit Oktober 1945 die Sächsischen Provinzbahnen GmbH. Obwohl die Aktien ohnehin zu fast 80 Prozent im Staatsbesitz waren, wurde die Gesellschaft im Zuge der von der SMAD angewiesenen wirtschaftlichen Umgestaltung Ostdeutschlands enteignet und im Juli 1948 den VVB Landesbahnen Sachsen-Anhalt zugewiesen. Von dort kam sie am 1. April 1949 zur Deutschen Reichsbahn.
Der Personenverkehr wurde am 5. Juni 1966 endgültig eingestellt, der Güterverkehr folgte einige Zeit später. Der letzte Personenzug, bespannt mit einer geschmückten V 36, fuhr am 5. Juni 1966 von Artern Ost nur bis nach Tilleda. In Tilleda wurde die Reise nach Berga-Kelbra mit Bussen des Kraftverkehrs fortgesetzt.
Zum Einsatz kamen drei dreiachsige Dampflokomotiven von Henschel und eine ebensolche gebraucht erworbene Lokomotive von Hanomag. Außerdem waren vier zweiachsige Personenwagen, ein vierachsiger kombinierter Sitz-/Post-/Gepäckwagen und elf Güterwagen vorhanden. Einige Lokomotiven wurden noch von der DR übernommen, so Lok 42 als 89 6162.

## Rezeption
Der Modelleisenbahnverein „Kyffhäuserland e. V.“ mit Sitz im Bahnhof Artern hat es sich zum Ziel gemacht, das Andenken an die Kleinbahn zu erhalten. Es wurde die Strecke von Berga-Kelbra bis Artern im Maßstab 1:87 (H0) mit allen Zwischenbahnhöfen im Modell nachgebildet.  

## Nachnutzung
Bei Artern verläuft ein Teil des Unstrut-Radweges auf dem Bahndamm der Kyffhäuser Kleinbahn, über die Unstrutbrücke gelangt man auch ins Stadtinnere von Artern.